# Kanton Collonges
Kanton Collonges (fr. Canton de Collonges) byl francouzský kanton v departementu Ain v regionu Rhône-Alpes. Skládal se z 10 obcí. Zrušen byl po reformě kantonů 2014.

## Obce kantonu
- Challex
- Chézery-Forens
- Collonges
- Confort
- Farges
- Lancrans
- Léaz
- Péron
- Pougny
- Saint-Jean-de-Gonville